# La Red
La Red – chilijska stacja telewizyjna, założona w 1991 roku. Siedziba stacji znajduje się w Santiago.